# Giuseppe Ravegnani (pittore)
Giuseppe Ravegnani (Rimini, 1832 – Ferrara, 1918) è stato un pittore, decoratore e scenografo italiano.

## Biografia
Studiò all'Accademia di belle arti di Bologna. Ottimo vedutista e scenografo teatrale, operò sia in Italia che all'estero. Nel 1880 vinse il concorso per la civica scuola d'arte Dosso Dossi, di cui fu il primo direttore. Formò almeno due generazioni di decoratori, tra cui i fratelli Ippolito e Giulio Medini. Gli succedette nella direzione della scuola Ernesto Maldarelli, dal 1915 al 1928.
A Ferrara, nel 1884 fu tra i decoratori prescelti per i lavori ai soffitti del palazzo arcivescovile; eseguì ornati murali nel Tempio malatestiano e a Santa Chiara a Rimini e nelle città di Bologna, Siena, Pisa, Roma e nella provincia ferrarese, Cento, Bondeno ed Argenta.
Alla sua morte, fu Maldarelli a tenere il discorso sul suo feretro, sito nella Certosa di Ferrara. I figli donarono alla scuola civica varie sue opere e la gipsoteca.

### Allievi
Ebbe come allievi i fratelli Medini, Ippolito e Giulio, entrambi premiati nell'anno scolastico 1884/1885.

### Esposizioni ed opere
Tra le varie esposizioni ferraresi a cui partecipò: 
- 1885, scena per il teatro Novedades a Barcellona
- 1897, Pescatori
- 1900, La notte, Fata Alcina, Il mulino.

A lui son attribuibili alcune decorazioni nel palazzo di famiglia (oggi Sisti-Resca) in via Palestro.